# Coutinho (football, 1943)
Pour les articles homonymes, voir Coutinho et Wilson.
Coutinho, pseudonyme d'Antonio Wilson Vieira Honorio, est un footballeur brésilien né le 11 juin 1943 à Piracicaba et mort le 11 mars 2019 à Santos. Il a joué au poste d’attaquant avec le Santos FC et a été champion du monde en 1962.

## Biographie
Coutinho a disputé 457 matches et marqué 371 buts avec le Santos FC, il était le partenaire du roi Pelé.
Il s’est ensuite reconverti comme entraîneur de clubs de 1979 à 1993, entraînant notamment les équipes de EC Santo André et AD Sao Caetano.

## Équipe nationale
Il a eu 15 sélections avec l'équipe du Brésil (6 buts). Il a remporté la Coupe du monde 1962.

## Palmarès
- Champion du monde 1962 avec l'équipe du Brésil
- Coupe Roca en 1963 avec l'équipe du Brésil

- Championnat de São Paulo de football en 1960, 1961, 1962, 1963, 1964, 1965, 1967 et 1968 avec Santos FC
- Taça Brasil en 1961, 1962, 1963, 1964 et 1965 avec Santos FC
- Copa Libertadores en 1962 et 1963 avec Santos FC
- Coupe intercontinentale en 1962 et 1963 avec Santos FC
- Tournoi Rio-São Paulo en 1959, 1963, 1964 et 1966 avec Santos FC
- Recopa d'Amérique du Sud en 1968 avec Santos FC
- Meilleur buteur de la Copa Libertadores en 1962.